# 단순포진

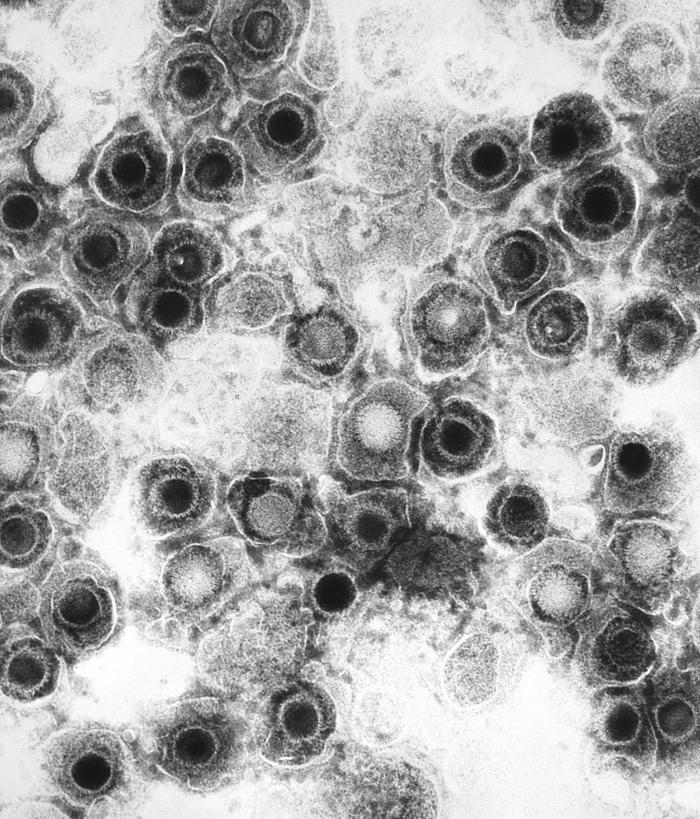
헤르페스 바이러스.

단순포진(單純疱疹, 독일어: Herpes 헤르페스[*])은 단순포진 바이러스에 의해 발병하는 바이러스성 질병이다. 1형 단순포진(구순단순포진, Herpes simplex labialis)과 2형 단순포진(성기 단순포진, Herpes simplex genitalis)이 있다.

## 원인
1형 단순포진 바이러스 또는 2형 단순포진 바이러스에 의해 단순포진이 생긴다.

## 증상
1형 단순포진은 피부에 물집이 생기는 것이 특징이다. 초기 감염 시에는 구내염과 인후두염이 가장 흔한 증상이고, 재발하는 경우에는 주로 입, 입 주위, 입술, 구강 내 점막 등에 발생한다. 2형 단순포진은 일종의 성병이며 외부성기 부위에 물집이 생기고, 발열, 근육통, 피로감, 무력감, 경부 임파선 종대(비대) 등의 증상이 동반되기도 한다. 1형 단순포진은 성행위 없이도 걸릴 수 있으나 구강성교 등과 같은 성행위나 키스로 전염될 수도 있다. 또한 2형 단순포진 바이러스의 경우도 성관계를 통해 전염될 수 있다.
1형 또는 2형 단순포진 바이러스에 감염될 경우, 건강한 사람에게도 뇌수막염과 같은 중증 질병에 걸릴 수 있으며, 정신 착란이나 발작을 일으키키도 한다.

## 진단
단순포진은 그 모양이 정해져 있기에 육안을 통해서 진단할 수 있다. 또한 단순포진에서 채취한 물질을 이용하여 바이러스의 DNA를 검출한다.

## 치료
단순포진을 일으키는 단순포진 바이러스에 한 번 감염되면 평생동안 숙주의 몸 속에 존재한다. 평소에는 신경절 속에 잠복해있다가 피곤하거나 스트레스를 받으면 증상이 재발될 수 있다. 따라서 알약, 정맥주사, 연고 등을 이용하여 병적인 증상과 그 기간을 낮춰줄 뿐 완치가 되는 것은 아니다.
연고로는 아시클로버가 존재한다

## 같이 보기
- 헤르페스 심플렉스 바이러스